# II. třída okresu Ostrava-město
II. třída okresu Ostrava-město (také známá jako Městský přebor Ostrava) patří společně s ostatními fotbalovými II. třídami mezi osmé nejvyšší fotbalové soutěže v Česku. Je řízena Městským fotbalovým svazem v Ostravě. Hraje se každý rok od léta do jara se zimní přestávkou. Účastní se ji 10 týmů z okresu Ostrava-město, každý s každým tříkolově. Celkem se tedy hraje 27 kol. Vítězem se stává tým s nejvyšším počtem bodů v tabulce a společně s druhým mužstvem v pořadí postupují do I. B třídy Moravskoslezského kraje – skupiny B.

## Vítězové
| Ročník     | Vítězný tým                         |
| ---------- | ----------------------------------- |
| 1991/92    | FK SK Polanka nad Odrou „B“         |
| 1992/93    | TJ Ludgeřovice                      |
| 1993–2003  | ...                                 |
| 2003/2004  | FC NH Classic Ostrava               |
| 2004/2005  | TJ Kunčičky                         |
| 2005/2006  | TJ Baník Radvanice                  |
| 2006/2007  | TJ Sokol Hrabová                    |
| 2007/2008  | TJ Slovan Ostrava                   |
| 2008/2009  | SK Šenov                            |
| 2009/2010  | TJ Vítkovice-Svinov                 |
| 2010/2011  | FC Vřesina                          |
| 2011/2012  | TJ Lokomotiva Ostrava               |
| 2012/2013  | FC Ostrava-Jih                      |
| 2013/2014  | TJ Unie Hlubina                     |
| 2014/2015  | TJ Vítkovice-Svinov                 |
| 2015/2016  | TJ Řepiště                          |
| 2016/2017  | TJ Klimkovice                       |
| 2017/2018  | TJ Slovan Ostrava                   |
| 2018/2019  | TJ Slavoj Rychvald                  |
| 2019/2020# | SK Slavie Třebovice                 |
| 2020/2021# | TJ Sokol Dolní Lhota/TJ Václavovice |
| 2021/2022  | TJ Unie Hlubina "B"/TJ Velká Polom  |
| 2022/2023  | TJ Sokol Markvartovice              |
| 2023/2024  | TJ Sokol Koblov                     |
| 2024/2025  | TJ Sokol Dolní Lhota                |
| 2025/2026  |                                     |

Poznámky
- # - ročník nedohrán vinou pandemie CoVid-19, uvedené týmy v době přerušení soutěže vedly tabulku